# لئوس کاراکس
لئوس کاراکس (به فرانسوی: Leos Carax) (زادهٔ ۲۲ نوامبر ۱۹۶۰) کارگردان، نویسنده، و منتقد فرانسوی است. فیلم موتورهای مقدس کاراکس با استقبال خوب منتقدان مواجه شد. او در سال ۲۰۱۲ به خاطر کارگردانیِ این فیلم برندهٔ چند جایزهٔ بین‌المللی، از جمله هوگوی طلایی از جشنواره بین‌المللی فیلم شیکاگو شد. از فیلم‌های دیگرش می‌توان خون ناپاک (۱۹۸۶) و پولا ایکس (۱۹۹۹) را نام برد.

## اوایل زندگی
کاراکس در حومه شهر پاریس، فرانسه به دنیا آمد. مادرش آمریکایی و پدرش فرانسوی است.

## حرفه
لئوس کاراکس اواخردهه هفتاد میلادی وارد مجله کایه دو سینما شد، آن زمان سرژ دنی سردبیر بود. اولین نقدی که کاراکس نوشت برای فیلم سیلوستر استالونه paradise Alley بود. درسال ۱۹۷۹ یک فیلم کوتاه ساخت و سپس وارد عرصه فیلمسازی فیلم بلند شد. قبل از آن که پسری با دختر ملاقات می‌کند (۱۹۸۴) را منتشر کند، که شهرت او را به خاطر سبک بصری پخته‌اش شروع شد و جایگاهش را تثبیت کرد. همچنین شاهد اولین گروه‌بندی کاراکاس با دونی لوان و فیلمبردار ژان ایو اسکوفیه بود.
فیلم بعدی او خون ناپاک (به معنای واقعی کلمه خون بد اما بیشتر با نام The Night is Young) در سال ۱۹۸۶ بود که برخی از مخاطبانش را از خود دور کرد، اما همچنان به کشف پیچیدگی‌های عشق در دنیای مدرن، این بار از طریق یک تاریک تر و جنایتکارتر ادامه داد. این اثر آشکارا ادای احترامی به سینمای موج نو فرانسه بود و استفاده او از بازیگرانی مانند ژولیت بینوش ادای احترامی به تأثیرات او، به ویژه ژان لوک گدار بود. این فیلم به سی و هفتمین جشنواره بین‌المللی فیلم برلین راه یافت.
پنج سال بعد، کاراکس به کارگردانی با عشاق روی پل (۱۹۹۱) بازگشت، اولین فیلم موفق تجاری اوست که داستان عاشقانه میان دو هنرمند بی‌خانمان را روایت می‌کند. اما کاری پرهزینه بود زیرا مقامات شهر پاریس تنها ۱۰ روز به او فرصت دادند تا روی پل (Pont Neuf) فیلمبرداری کند. واکنش اولیه او به مشکلات فیلمبرداری روی یک پل عمومی ساختن مدلی از پل در محله لانسارگ در جنوب فرانسه بود. اما در روز اول فیلمبرداری انگشت شست دونی لوان به شدت آسیب دید و باعث شد فیلم یک ماه به عقب بیفتد. مشکلات مالی بعدی باعث شد که فیلمبرداری در مدت زمان بسیار طولانی تری از آنچه در نظر گرفته شده بود، پیش برود. این فیلم با تحسین منتقدان اکران شد.
چهارمین فیلم سینمایی او، پولا ایکس (۱۹۹۹) بود، با اقتباس از کتابی به نام «پی یر» نوشته هرمان ملویل، که در قرن هجدهم منتشر شده اما کاراکس داستان را به اروپای قرن بیستم آورد و دری از تجربه‌های نو را برای کاراکاس باز کرد.
فیلم بعدی کاراکاس در سال ۲۰۱۲ موتورهای مقدس بود که دونی لوان یز در آن نقش آفرینی کرد. این فیلم برای نخل طلای جشنواره کن ۲۰۱۲ رقابت کرد. در سال ۲۰۱۷، کاراکس در آهنگ Sparks When You're French Director از آلبوم خود Hippopotamus به اجرای آواز پرداخت. در سال ۲۰۲۱، کاراکس آنت را کارگردانی کرد، یک فیلم سینمایی درام پر از موسیقی که توسط اسپارکس نوشته شده بود و آدام درایور و ماریون کوتیار در آن نقش آفرینی کردند.

بن کنیگسببرگ منتقد سایت راجر ایبرت در نقد آنت نوشت:
نمی‌دانم «آنت» چیست؛ فقط می‌دانم «آنت» است و منحصربه‌فرد.

## روش فیلمسازی
کاراکاس کارگردانی کم‌کار است، معمولاً از روی فیلمنامه آماده فیلم نمی‌سازد. کاراکس با یک ایده و چند شخصیت فیلمبرداری را شروع می‌کند و داستان طی فیلم‌برداری قوام پیدا می‌کند. روش کاری او سبب شده میان او و بازیگران فاصله بیافتد چون کار با او سخت و به کندی جلو می‌رود و در نتیجه گاهی بودجه‌های فیلم‌های او ته می‌کشند. 

کاراکاس به همراه آدام درایور و ماریون کوتیار بازیگران آخرین فیلم خود(آنت) در جشنواره کن سال ۲۰۲۱

کاراکس را می‌توان نابغهٔ بدفهمیده شده دانست.

## ویژگی آثار و نگاه سینمایی وی
سینمای کاراکس ضیافتی از تنانگی، لمس‌شدگی‌ها، تمناها، وصال‌ها، جدایی‌ها و مهم‌تر از همه مُردن‌ها است. سینمایی که تمام تاریخ هنر را با نگاه اومانیستی خود تلفیق می‌کند تا نه به ادای دِین، گرایش به نوستالژی و تکرار، بلکه به آنچه مسیر آینده را تعیین می‌کند بپردازد. این که چگونه تاریخ هنر و تاریخ تئوری‌پردازی باید محرکی باشند برای آینده.
برای بیش‌تر باز کردن این مسئله، می‌توان به عشق کاراکس به سینمای صامت – که در فهم زیبایی‌شناسی بصری او نقش مهمی ایفا می‌کند – توجه کرد؛ این که او چگونه از کلوزآپ و سکوت چهره‌ها، که تأثیرپذیری از دورهٔ سینمای امپرسیونیستی را نمایان می‌کند، و فتوژنیک چهره، با نورهای سفید و درخشان تابانده به چهره‌ها استفاده می‌کند که بیان‌گر آن تضاد تصویری اغراق‌شده و نگاه انسانی کاراکس است.
کاراکس خود در جایی نوشته‌است:
«کارگردان‌های امروز بیش از این که بخواهند به سینمای صامت عشق بورزند، می‌خواهند با نگاه ابزورد آن را کاریکاتوری کنند».

### انرژی جنبشی
رقص، حرکات آکروباتیک شخصیت‌های کاراکس، و دوربینی که همراه با آن‌ها می‌رقصد، در کنار فضای محیطی پویا و موسیقی ریتمیک، همگی موجب ایجاد انرژی جنبشی قدرتمندی در فیلم‌های او شده‌اند. این ترکیب نه‌تنها به صحنه‌ها پویایی خاصی می‌بخشد، بلکه مخاطب را نیز در این تجربه حسی و تخلیه انرژی همراه می‌کند. نمونه‌ای بارز از این ویژگی را می‌توان در حرکات آکروباتیک لوان در فیلم خون ناپاک (1986) مشاهده کرد.

## فیلم‌شناسی
| سال  | نام فیلم                       | نوع        |
| ۱۹۸۰ | Strangulation Blues            | فیلم کوتاه |
| ۱۹۸۴ | پسری با دختر ملاقات می‌کند      | فیلم بلند  |
| ۱۹۸۶ | خون ناپاک                      | فیلم بلند  |
| ۱۹۹۱ | عشاق روی پل                    | فیلم بلند  |
| ۱۹۹۷ | Sans Titre                     | فیلم کوتاه |
| ۱۹۹۹ | پولا ایکس                      | فیلم بلند  |
| ۲۰۰۶ | آخرین دقیقه من                 | فیلم کوتاه |
| ۲۰۰۸ | توکیو! (اپیزود دوم: گه (Merde) | فیلم کوتاه |
| ۲۰۱۰ | ۴۲ یک رؤیا راش                 | فیلم کوتاه |
| ۲۰۱۲ | موتورهای مقدس                  | فیلم بلند  |
| ۲۰۱۴ | "گرادیوا"                      | فیلم کوتاه |
| ۲۰۲۱ | آنت                            | فیلم بلند  |